# Легат, Татьяна Николаевна
Татьяна Николаевна Легат (8 апреля 1934, Ленинград, СССР — 27 января 2022, Москва, Россия) — советская и российская балерина, педагог-репетитор. Заслуженная артистка РСФСР (1960).

## Биография
Татьяна родилась 8 апреля 1934 в российском городе Санкт-Петербург (Ленинград). Окончила Ленинградское хореографическое училище (педагог Е. В. Ширипина).
В 1953-1985 гг. - была солисткой балета Ленинградского государственного академического театра оперы и балета им. С. М. Кирова.
В 1979-1985 гг. - стала педагогом-репетитором Ленинградского государственного академического театра оперы и балета им. С. М. Кирова.
В 1985-1990 гг. - педагог-репетитор и ассистент-балетмейстер Московского академического Музыкального театра им. К. С. Станиславского и В. И. Немировича-Данченко.
С 2009 года работала репетитором балетной труппы Михайловского театра.
Являлась внучкой балетмейстера Н.Г. Легата (1869 - 1937).
Муж - артист балета, народный артист СССР Ю.В.Соловьёв (1940 - 1977).

## Фильмография
- 1969 - Князь Игорь - половчанка
- 1991 - Откровения балетмейстера Федора Лопухова (документальный)

## Театральные работы
ЛГАТОБ им. С.М. Кирова: Первая исполнительница партий:
- Этруска («Спартак», 1956, балетм. Л. В. Якобсон);
- Потерявшая любимого («Берег надежды», 1959, балетм. И. Д. Бельский)
- танец Золота («Легенда о любви», 1961, балетм. Ю. Н. Григорович)
- Скорпион («Жемчужина», 1965, балетм. К. Ф. Боярский)
- Молния («Человек», 1966, балетм. А. Г. Лифшиц)
- Девушка-маньюки («Испанские миниатюры», 1967).

Другие партии:
- Панночка («Тарас Бульба»)
- Нунэ («Гаянэ»)
- Китри, Цветочница и Уличная танцовщица («Дон Кихот»)
- Лиззи («Тропою грома»), феи Смелости и Беззаботности («Спящая красавица»)
- Царица бала и Коломбина («Медный всадник»)
- Гамзатти и Ману («Баядерка»)
- Паскуала («Лауренсия»)
- Зарема и Мария («Бахчисарайский фонтан»)
- Одиллия («Лебединое озеро»), Кривляка и Злюка («Золушка»)
- Коломбина («Карнавал»)
- миниатюры «Влюблённые», «Венский вальс» («Хореографические миниатюры»), Чертовка («Сотворение мира»).

## Издания
Vestnik. — Vestnik, 1999. — 694 с.
Звезда. — Огиз, Гослитиздат, 1984. — 878 с.
Tatʹi︠a︡na Vecheslova. О том, что дорого: воспоминания. — Сов. композитор, 1984. — 232 с.
Анатолий Петрович Коннов, Игорь Ступников. Государственный ордена Ленина академический театр оперы и балета имени С.М. Кирова: Книга-альбом. — Muzyka, Leningr. otd-nie, 1976. — 168 с.
Народный артист СССР Юрий Соловьев: жизнь и творчество. — ДЕАН, 2004. — 192 с. — ISBN 978-5-93630-401-9.
Ogonek. — Izdatelʹstvo "Pravda.", 1957. — 720 с.
Arsen Degen. Петербургский балет, 1903-2003: справочное издание: театры, артисты, балетмейстеры, педагоги, премьеры спектаклей. — Baltiĭskie sezony, 2003. — 404 с.